# Negentienstippelig lieveheersbeestje
Het negentienstippelig lieveheersbeestje (Anisosticta novemdecimpunctata) is een kever uit de familie lieveheersbeestjes (Coccinellidae). De wetenschappelijke naam van de soort werd in 1758 als Coccinella novemdecimpunctata gepubliceerd door Carl Linnaeus. De kever komt van nature voor in Eurazië.

## Kenmerken
De kleur varieert enigszins van roze naar rood tot roodbruin. Witte exemplaren komen ook voor maar ze hebben alle 19 zwarte vlekken. Het lichaam is wat langwerpiger ovaal dan bij de meeste soorten lieveheersbeestjes die bijna rond zijn. Met een lengte van 3 tot 4 millimeter blijft de soort klein en is ondanks de kleuren moeilijk te vinden. Op de kop zit een bladachtige vlek, die lijkt op het blad van een esdoorn.

## Levenswijze
Het negentienpuntlieveheersbeestje is een moerasbewoner die langs de waterkant te vinden is. De kever leeft voornamelijk op russen en komt ook voor op riet en wilgen. Het voedsel bestaat uit bladluizen en andere kleine ongewervelden die de op de planten leven. De volwassen kever overwintert in spleten in bomen of in holle rietstengels.